# جيولا إييش
جيولا إييش (الاسم عند الولادة: جيولا إيليش، بالمجرية: Gyula Illyés) (2 نوفمبر 1902 – 15 أبريل 1983) كان شاعرًا وروائيًا مجريًا، وأحد الكتّاب المعروفين باسم "الكتّاب الشعبيون" (népi)، وهو وصف أُطلق عليهم لأنهم سعوا – بدافع من الاهتمام الاجتماعي العميق والقناعات اليسارية – إلى تصوير الظروف الصعبة والمتخلفة في وطنهم.

## النشأة والتعليم
وُلد إييش في قرية رادجو بمملكة المجر آنذاك، ونشأ في بيئة ريفية أثرت في توجهاته الأدبية لاحقًا. التحق بالمدارس المحلية قبل أن ينتقل إلى العاصمة بودابست لمواصلة دراسته، حيث بدأ الاحتكاك بالأوساط الأدبية والسياسية.

## المسيرة الأدبية
بدأ إييش كتابة الشعر والرواية في العشرينيات، وبرز كأحد الأصوات الأدبية البارزة في الحركة الأدبية الريفية ذات النزعة الاجتماعية. تناولت أعماله معاناة الفلاحين والمجتمعات المهمشة، وسعى من خلالها إلى إظهار التفاوتات الاجتماعية والدعوة إلى الإصلاح.
إلى جانب الشعر والرواية، كتب إييش مقالات سياسية وثقافية، وعمل في مجال الصحافة، كما شغل دورًا مهمًا في الحياة الثقافية المجرية خلال القرن العشرين.

### الجدول الزمني لأبرز محطات حياته
| السنة | الحدث                               | ملاحظات                               |
| ----- | ----------------------------------- | ------------------------------------- |
| 1902  | الميلاد في رادجو                    | 2 نوفمبر                              |
| 1920s | بداية النشر الأدبي                  | قصائد ومقالات في مجلات أدبية          |
| 1930s | الانضمام إلى حركة "الكتّاب الشعبيين" | التركيز على القضايا الاجتماعية        |
| 1940s | أعمال روائية مؤثرة                  | تعكس معاناة الفلاحين والطبقات الكادحة |
| 1983  | الوفاة في بودابست                   | 15 أبريل                              |

## أعماله البارزة
كتب جيولا إييش عددًا كبيرًا من الدواوين الشعرية والروايات والمقالات، ومن أبرز أعماله:
- قصيدة "الفلاحون" (Puszták népe) – 1936، عمل شعري ونثري يصور حياة الفلاحين وظروفهم الاجتماعية.
- رواية "الطريق" – 1941، رواية تعكس صراع الأفراد مع القيود الاجتماعية والسياسية.
- قصائد مختارة – 1950، مجموعة شعرية تضم أبرز قصائده السياسية والاجتماعية.
- مقالات عن الحرية – 1970، كتاب يضم مقالات فكرية وثقافية.
- أعمال كاملة – نُشرت في عدة مجلدات بعد وفاته، تشمل جميع دواوينه ومقالاته وخطبه.

تناولت أعماله قضايا الهوية الوطنية، والعدالة الاجتماعية، وحقوق الطبقات المهمشة، بأسلوب شعري يتسم بالواقعية والالتزام السياسي.

## الإرث
يُعتبر إييش من أبرز رموز الأدب المجري في القرن العشرين، وتظل أعماله مرجعًا لفهم التحولات الاجتماعية والسياسية في المجر خلال تلك الحقبة.